# Psyttalia hemicauda
Psyttalia hemicauda är en stekelart som först beskrevs av Fischer 1972.  Psyttalia hemicauda ingår i släktet Psyttalia och familjen bracksteklar. Inga underarter finns listade i Catalogue of Life.